# تظاهرات 23 نيسان 1969
تظاهرات 23 نيسان 1969 هي احتجاجات شعبية قادتها بعض أطراف اليسار اللبناني دعمًا للمقاومة الفلسطينية في لبنان، إثر حصار فرضه الجيش اللبناني على مجموعة من الفدائيين الفلسطينيين في بنت جبيل. أطلق الجيش النار على المتظاهرين، وسقط عدد من القتلى والجرحى. أدّت هذه الأحداث إلى استقالة رئيس الوزراء رشيد كرامي وتوقيع اتفاق القاهرة.